# Tomas Pettersson (kolarz)
Tomas Rune Pettersson lub Tomas Fåglum (ur. 15 maja 1947 w Vårgårda) – szwedzki kolarz szosowy i torowy, wicemistrz olimpijski, trzykrotny medalista szosowych oraz brązowy medalista torowych mistrzostw świata.

## Kariera
Startował w latach 60. i latach 70. XX wieku. W 1968 roku brał udział w igrzyskach olimpijskich w Meksyku, gdzie wspólnie ze swoimi braćmi: Göstą, Sture i Erikiem wywalczył srebrny medal w drużynowej jeździe na czas. Na tych samych igrzyskach był także siódmy w wyścigu indywidualnym. W tym samym składzie Szwedzi wystąpili także w kolarstwie torowym, startując w drużynowym wyścigu na 4 km na dochodzenie, jednak nie awansowali do finału. W 1968 roku Tomas zdobył także brązowy medal na mistrzostwach świata w Rzymie w drużynowym wyścigu na dochodzenie. Ponadto w latach 1967–1969 wraz z braćmi zdobywał złote medale w drużynowej jeździe na czas na mistrzostwach świata w kolarstwie szosowym.